# Livadea
Livadea – wieś w Rumunii, w okręgu Prahova, w gminie Vărbilău. W 2011 roku liczyła 1061 mieszkańców.